# 伊沃·乔瓦内利
伊沃·乔瓦内利（1919年5月22日—2009年7月29日），克罗地亚男子水球运动员。他曾代表南斯拉夫国家队参加1948年夏季奥林匹克运动会水球比赛，获得第9名。